# Sächsenheim
Sächsenheim ist ein Gemeindeteil der Gemeinde Sonderhofen im unterfränkischen Landkreis Würzburg in Bayern.
Das Pfarrdorf liegt westlich von Sonderhofen zwischen Euerhausen, Gaurettersheim, Tiefenthal, Stalldorf, Riedenheim und Sonderhofen. Es liegt auf der Hochfläche des Ochsenfurter Gaus östlich der Bundesstraße 19.

## Geschichte
Namensgebend ist wohl der Umstand, dass Karl der Große hier Sachsen ansiedelte.
1417 wurde Sächsenheim aus der Pfarrei Sonderhofen ausgepfarrt. Zwischen 1741 und 1743 wurde unter Fürstbischof Friedrich Karl von Schönborn-Buchheim die heutige Kirche gebaut. Am 12. Januar 1867 wurde Sächsenheim wiederum zur eigenständigen Pfarrei erhoben.
Vor der Gebietsreform gehörte die Gemeinde dem Landkreis Ochsenfurt an. Am 1. Mai 1978 wurde die bis dahin selbständige Gemeinde nach Sonderhofen eingemeindet.